# 시흥오이도박물관
시흥오이도박물관은 경기도 시흥시에 있는 공립 박물관이다.

## 연혁
- 2016년 8월 오이도박물관 착공.
- 2019년 7월 30일 개관.